# 399411 Ayiomamitis
399411 Ayiomamitis è un asteroide della fascia principale. Scoperto nel 2001, presenta un'orbita caratterizzata da un semiasse maggiore pari a 2,224166 UA e da un'eccentricità di 0,192106, inclinata di 5,039745° rispetto all'eclittica.